# Dulitellus
Dulitellus is een geslacht van hooiwagens uit de familie Trionyxellidae.
De wetenschappelijke naam Dulitellus is voor het eerst geldig gepubliceerd door Roewer in 1935. 

## Soorten
Dulitellus omvat de volgende 3 soorten:
- Dulitellus maculatus
- Dulitellus opacus
- Dulitellus sarawakensis